# Бурчак (притока Остра)
Бурчак — річка в Україні, у Бобровицькому районі Чернігівської області. Ліва притока Остра (басейн Дніпра).
Довжина річки 23 км. Бере початок с. Кобижча,  Тече переважно на північ, потім переважно на захід через с. Браниця, далі знову на північ і впадає в річку Остер, ліву притоку Десни південніше с. Пилятин.
Русло у нижній течії випрямлено в канал, на річці є ставки. Річка служить водоприймачем системи каналів. Заплава зайнята заболоченими ділянками та лісовими масивами, тут розташований гідрологічний заказник місцевого значення Бурчак.
Згідно зі «Словником гідронімів України» річка називалась в різних історичних джерелах Кобижча (Кобизча, Кобизця, Кобижца) чи Шуловка. Вона була судноплавною і повноводною.
У 1932 р. відбулось осушення боліт з метою збільшення орної площі, після другої світової війни на річці було створено рибні ставки, а 50-60-х роках ХХ ст. поблизу с. Степанівка (Осокорівка) був прокопаний відвід на цукровий завод. Вода використовувалась для миття та транспортування буряка. Все це негативно позначилось на гідрологічному режимі річки. Заросле річище й прилеглі до нього пологі вигони жителі прибережних сіл називають - «багметка» (від слова багнюка). 